# BMW E70
Der BMW E70 ist ein Sport Utility Vehicle des deutschen Automobilherstellers BMW. Er ist die zweite Generation des BMW X5 und somit Nachfolger des BMW E53. 

## Modellgeschichte

### Allgemeines
Das Modell wurde im August 2006 der Öffentlichkeit vorgestellt und war auf  der LA Auto Show 2006 erstmals offiziell zugänglich. Der Verkauf in den Vereinigten Staaten startete im November 2006, während er in Deutschland im März 2007 begann.
Im Herbst 2009 erschien ein auf 500 Fahrzeuge limitiertes Editionsmodell 10 Jahre BMW X5.
Der X5 M, der auf der Auto Shanghai 2009 präsentiert wurde, besitzt einen V8-Biturbo (Ursprungsmotor N63B44), welcher der erste aufgeladene M-Motor ist. Basis für das M-Triebwerk ist der bekannte 4,4-Liter-V8, der auch im xDrive50i beim X6 verbaut wird. Zudem ist der X5M zusammen mit dem X6M das erste M-Modell, das über das Allradsystem xDrive verfügt, das allerdings wie die anderen elektronischen Fahrwerkssysteme eine M-spezifische Anpassung für noch mehr Fahrdynamik erfuhr.

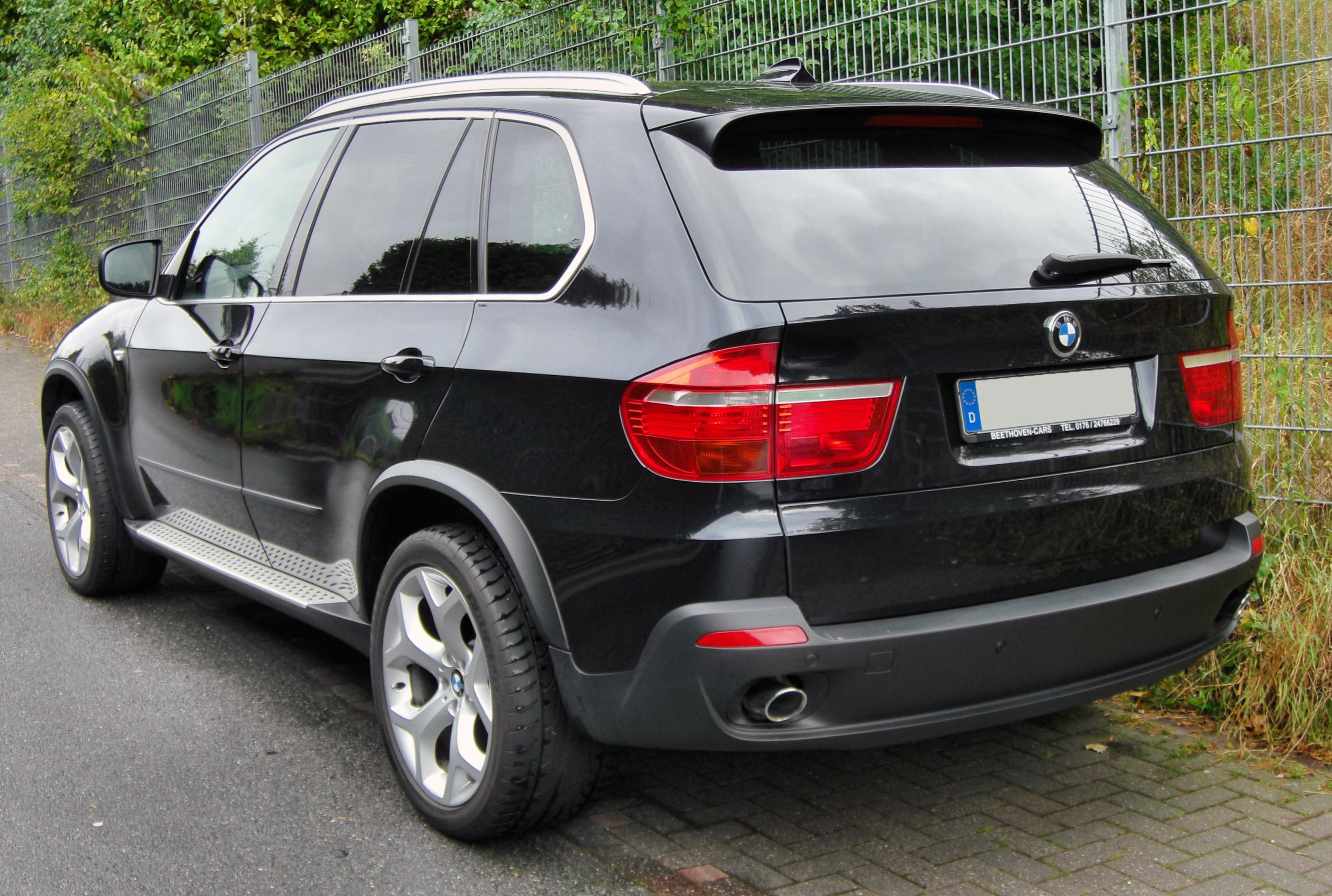
Heckansicht
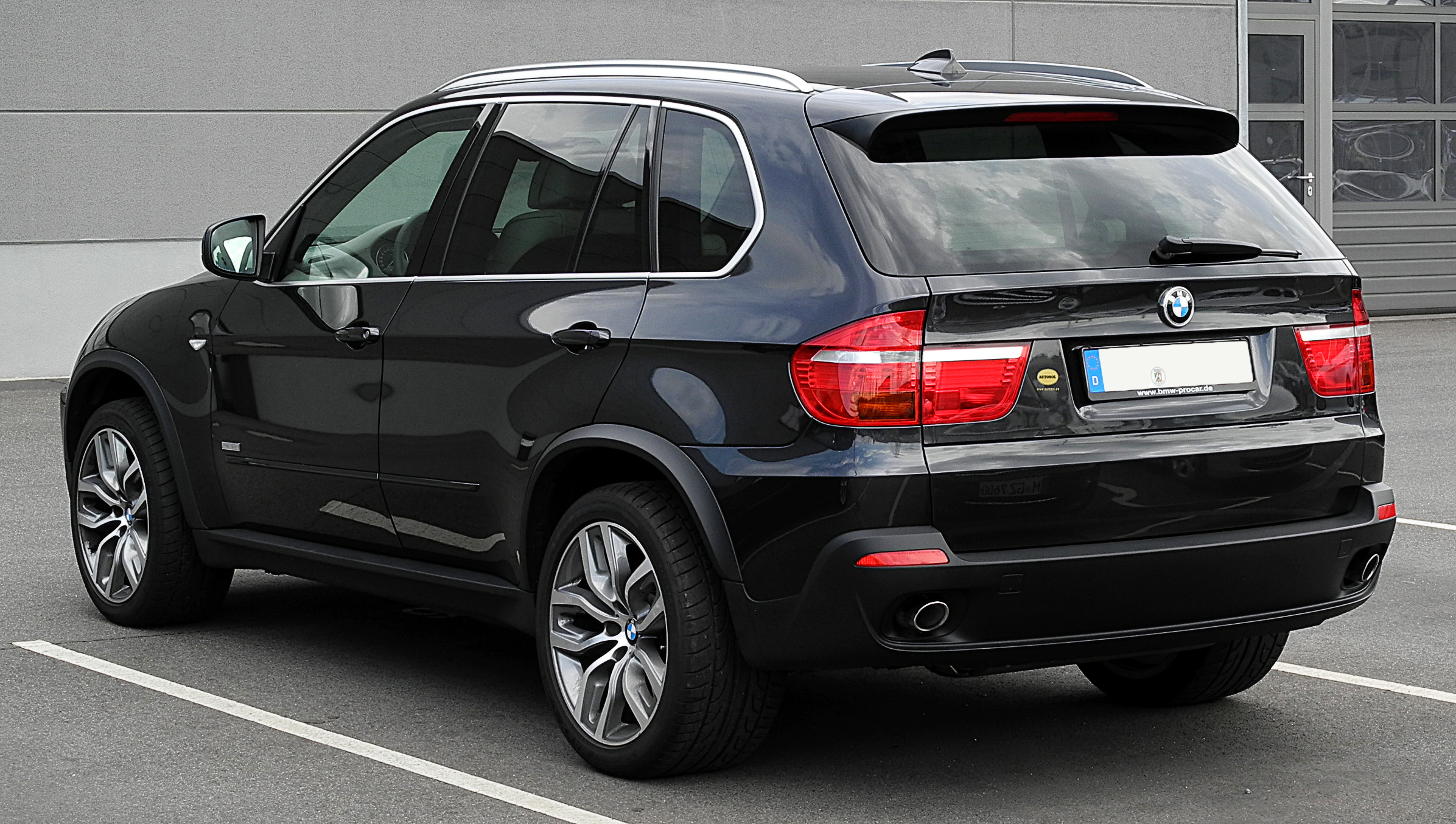
BMW X5 Edition 10 Jahre (2009)
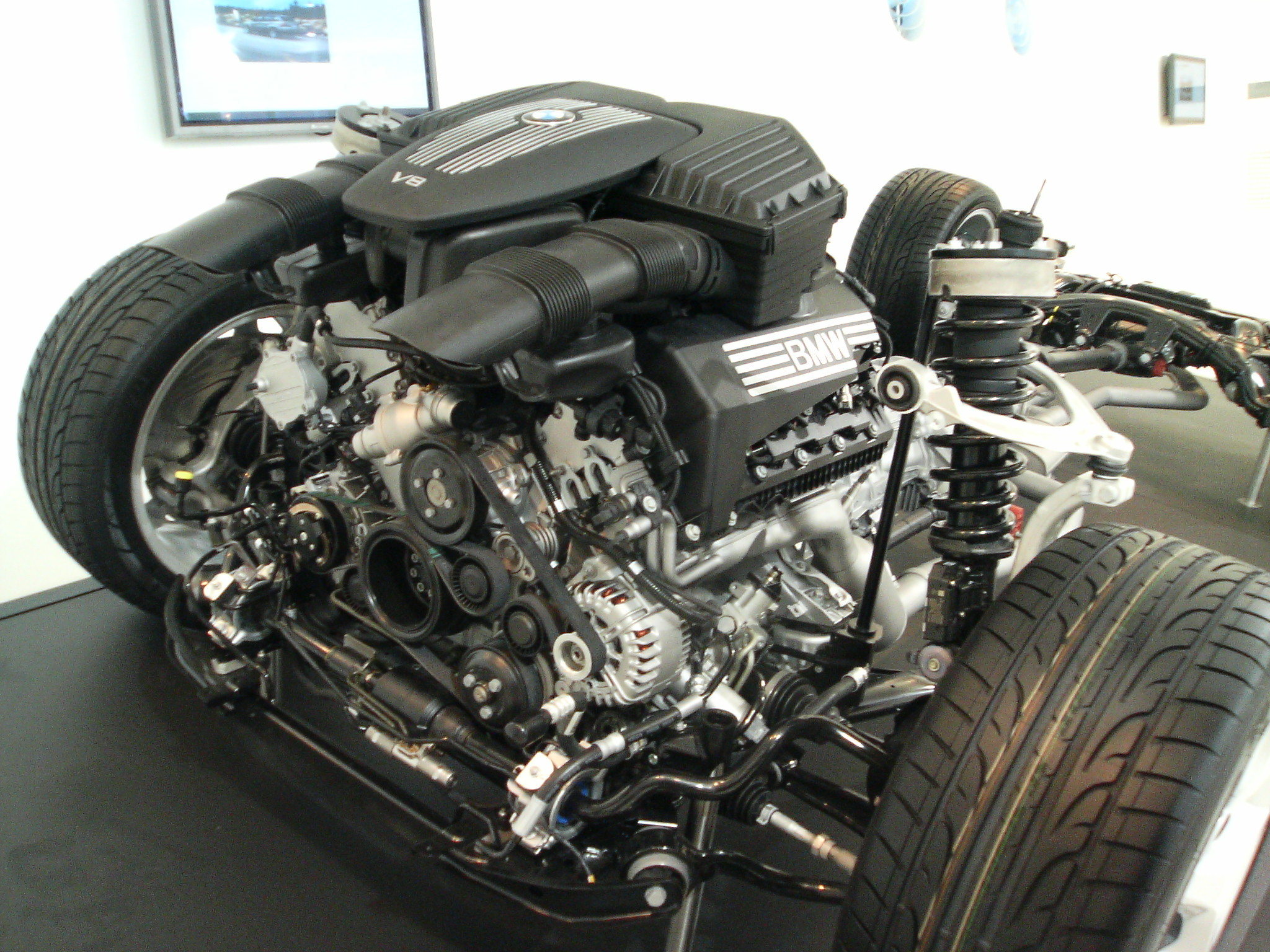
V8-Motor und Radaufhängung des X5
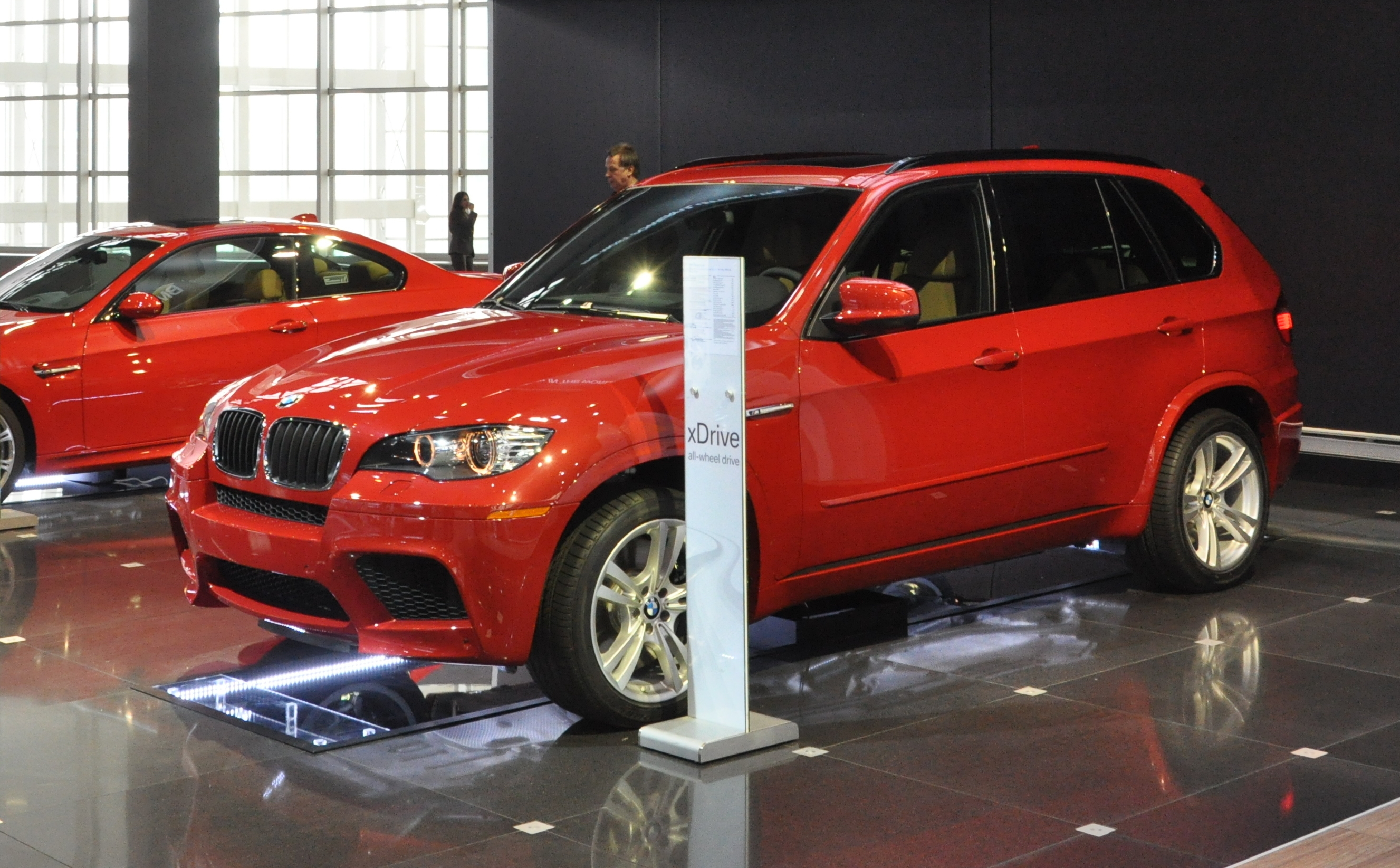
BMW X5 M

### Modellpflege
Im Frühjahr 2010 wurde dem X5 ein Facelift (bei BMW LCI genannt) zuteil. Das überarbeitete Modell war ab dem 6. Juni 2010 erhältlich.
Im Innenraum wurde keinerlei Veränderung vorgenommen. Die Optik wurde allerdings insofern überarbeitet, als die Frontschürze nun nicht mehr nur teillackiert ist. Zudem wanderten die Nebelscheinwerfer etwas nach oben und ähneln damit dem X6. Des Weiteren sind die Scheinwerfer sowie die Standlichtringe jetzt in LED-Optik gehalten.
Die Motorenpalette wurde komplett erneuert. Vor allem ist der neue Reihensechszylinder-Dieselmotor erwähnenswert, der mittlerweile in fast allen Baureihen Einzug gehalten hat. Zusätzlich wurde das 6-Gang-Automatikgetriebe durch ein automatisches Getriebe mit acht Gängen ersetzt.
Auch wurden etliche Fahrerassistenzsysteme eingeführt, wie die Speed Limit Info, die aktive Geschwindigkeitsregelung oder Sideview. Dies war vor allem deswegen wichtig, da es im X5 vorher keine derartigen Unterstützungen gab, obwohl die Mitbewerber dies in dieser Klasse bereits anboten.

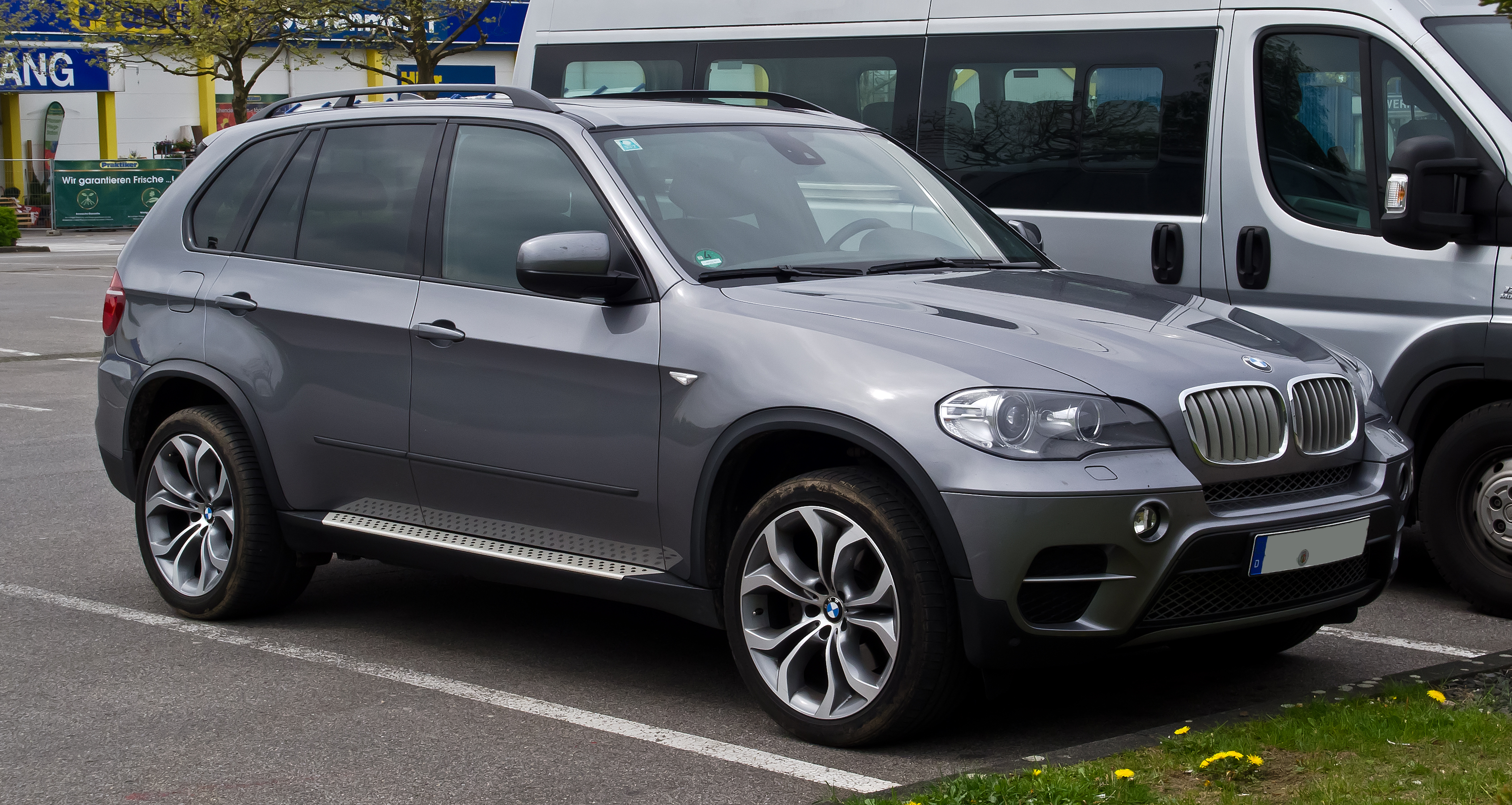
BMW X5 (2010–2013)
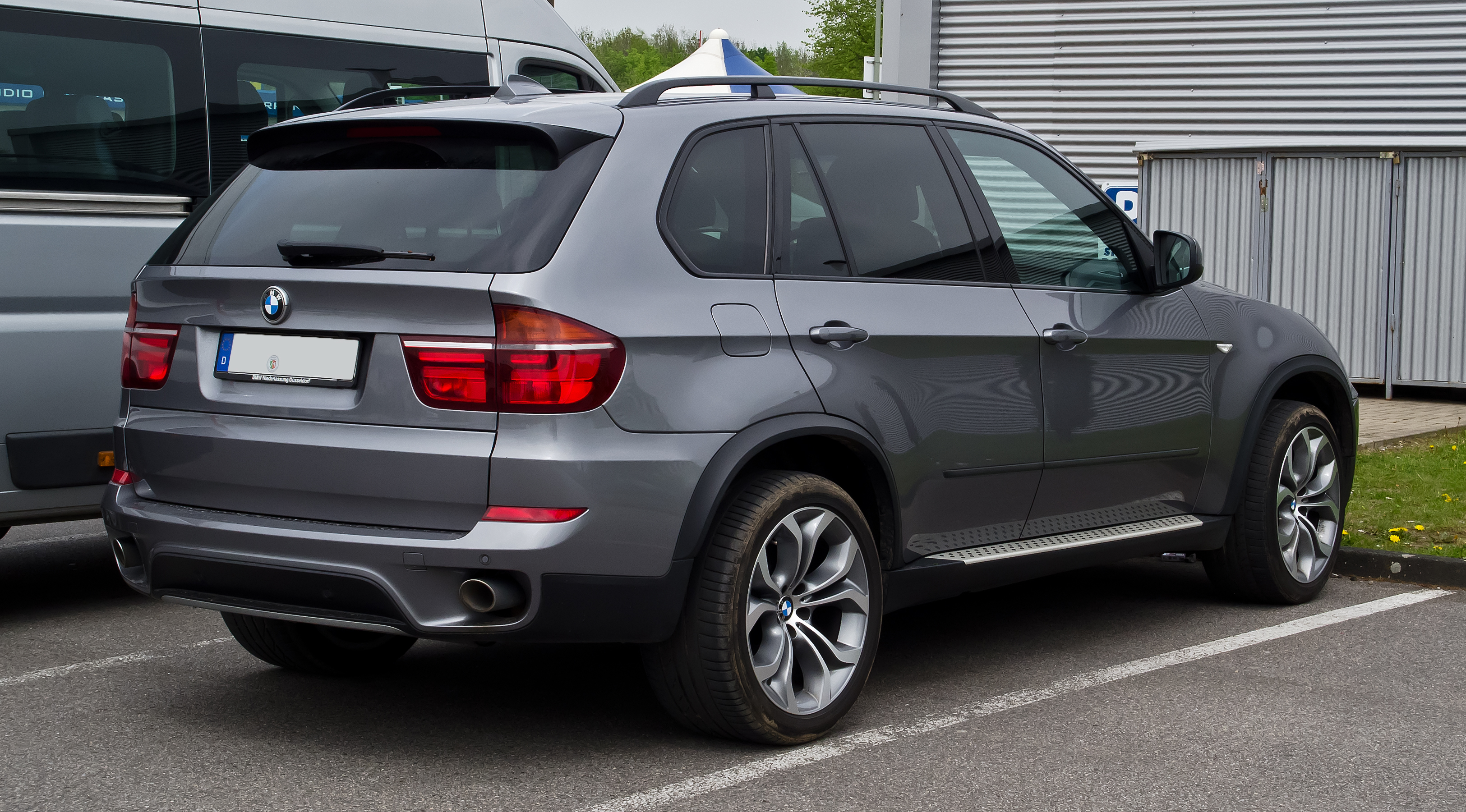
Heckansicht

## Technik
Der X5 der zweiten Generation ist mit einem weiterentwickelten Allradsystem, bei BMW xDrive genannt, ausgerüstet. Sein Fahrwerk ist jedoch bevorzugt für den Einsatz auf befestigten Straßen ausgelegt. Neu ist die optionale dritte Sitzreihe, die jedoch für Personen über 1,70 Meter Körpergröße nur eingeschränkt geeignet ist. Serienmäßig verfügt er über das iDrive-System mit bis zu 8,8 Zoll großem Farbbildschirm und acht zusätzlichen, programmierbaren Stationstasten.
Technische Besonderheiten, die auch in anderen BMW-Modellen Verwendung finden, sind zudem:
- Aktivlenkung – verändert die Lenkübersetzung je nach Geschwindigkeit und Fahrweise
- Adaptive Drive mit Wankstabilisierung und adaptiven Stoßdämpfern
- Head-Up-Display – projiziert wichtige Informationen auf die Frontscheibe
- Komfortzugang – gewährleistet schlüssellosen Zugriff und Motorstart
- Tagfahrlicht über die „Coronaringe“ um die Hauptscheinwerfereinheiten
- Vier-Zonen-Klimaautomatik

Neu ist das Park Distance System, das sich in das Bild der optionalen Rückfahrkamera integrieren lässt. Der SCR-Katalysator zur Senkung der NOx-Emissionen war bei Dieselmotoren zur Auslieferung in den USA seit Ende 2008 serienmäßig verbaut.

## Technische Daten
Die „shift-by-wire“-6-Gang-Automatik ist Serienausstattung für alle Motoren. Sie wird nicht mechanisch, sondern per Kabel elektronisch über den neuen „Joystick-Wählhebel“ betätigt. Die Ganganzeige erfolgt über ein kleines Display im Wählhebel. Bis zur Ablösung des Modells (seit Produktion August 2007 neue Namensgebung) waren nachfolgend gelistete Motoren lieferbar.
| Modell          | Motorcode | Hubraum  | Motorart    | Motorbauart | Leistung                          | Drehmoment               | vmax     | Beschleunigung 0–100 km/h | Ø-Verbrauch       | CO2-Ausstoß | Bauzeit         |
| --------------- | --------- | -------- | ----------- | ----------- | --------------------------------- | ------------------------ | -------- | ------------------------- | ----------------- | ----------- | --------------- |
| 3.0si/xDrive30i | N52B30    | 2996 cm³ | Ottomotor   | R6          | 200 kW (272 PS) bei 6650/min      | 315 Nm bei 2750/min      | 210 km/h | 8,1 s                     | 10,2 l/100 km     | 244 g/km    | 11/2006–06/2010 |
| xDrive35i       | N55B30    | 2979 cm³ | Ottomotor   | R6          | 225 kW (306 PS) bei 5800/min      | 400 Nm bei 1200–5000/min | 240 km/h | 6,8 s                     | 10,1 Liter/100 km | 236 g/km    | 06/2010–08/2013 |
| 4.8i/xDrive48i  | N62B48TÜ  | 4799 cm³ | Ottomotor   | V8          | 261 kW (355 PS) bei 6300/min      | 475 Nm bei 3400–3800/min | 240 km/h | 6,5 s                     | 12,0 l/100 km     | 286 g/km    | 11/2006–06/2010 |
| xDrive50i       | N63B44    | 4395 cm³ | Ottomotor   | V8          | 300 kW (408 PS) bei 5500–6400/min | 600 Nm bei 1750–4500/min | 250 km/h | 5,5 s                     | 12,5 l/100 km     | 292 g/km    | 06/2010–08/2013 |
| X5 M            | S63B44    | 4395 cm³ | Ottomotor   | V8          | 408 kW (555 PS) bei 6000/min      | 680 Nm bei 1500–5650/min | 250 km/h | 4,7 s                     | 13,9 l/100 km     | 325 g/km    | 07/2009–08/2013 |
| 3.0d/xDrive30d  | M57D30TÜ2 | 2993 cm³ | Dieselmotor | R6          | 173 kW (235 PS) bei 4000/min      | 520 Nm bei 2000–2750/min | 210 km/h | 8,1 s                     | 8,1 l/100 km      | 214 g/km    | 03/2007–05/2010 |
| xDrive30d       | N57D30OL  | 2993 cm³ | Dieselmotor | R6          | 180 kW (245 PS) bei 4000/min      | 540 Nm bei 1750–3000/min | 222 km/h | 7,6 s                     | 7,4 l/100 km      | 195 g/km    | 06/2010–08/2013 |
| 3.0sd/xDrive35d | M57D30TÜ2 | 2993 cm³ | Dieselmotor | R6          | 210 kW (286 PS) bei 4400/min      | 580 Nm bei 1750–2250/min | 235 km/h | 7,0 s                     | 8,3 l/100 km      | 220 g/km    | 03/2007–05/2010 |
| xDrive40d       | N57D30TOP | 2993 cm³ | Dieselmotor | R6          | 225 kW (306 PS) bei 4400/min      | 600 Nm bei 1500–2500/min | 236 km/h | 6,6 s                     | 7,5 l/100 km      | 198 g/km    | 06/2010–08/2013 |
| M50d            | N57D30S1  | 2993 cm³ | Dieselmotor | R6          | 280 kW (381 PS) bei 4000–4400/min | 740 Nm bei 2000–3000/min | 250 km/h | 5,4 s                     | 7,5 l/100 km      | 199 g/km    | 07/2012–08/2013 |

1. 1 2 3 4  Im März 2008 wurde die Modellbezeichnung in xDrive geändert
2. ↑  ab März 2008: 225 km/h
3. ↑  In Kombination mit dem M Driver’s Package Erhöhung der Sperre auf 275 km/h
4. ↑  ab März 2008: 216 km/h

## Produktion
Wie der Vorgänger wird der E70 ausschließlich im amerikanischen Werk der BMW US Manufacturing Company, LLC in Greer, South Carolina (neben dem X6) gefertigt. Die Wahl für diesen Produktionsstandort liegt darin teilweise begründet, dass die USA auch der Hauptabsatzmarkt des X5 sind und somit die Absicherungskosten für Dollarkurs-Schwankungen vermindert werden (Natural Hedging). Die Produktion wurde im August 2013 eingestellt, weil die Produktion des Nachfolgemodell F15 anlief.